# APKPure
APKPure.net是一个提供智能手机软件下载的网站，该网站由APKPure团队于2014年创立。